# Trond Fredrik Ludvigsen
Trond Fredrik Ludvigsen (Alta, Noruega, 22 de junio de 1982) es un exfutbolista noruego.

## Selección nacional
Fue internacional con la selección de fútbol de Noruega sub-16, aunque no llegó a jugar ningún partido.

## Clubes
| Club            | País     | Año        |
| --------------- | -------- | ---------- |
| Alta IF         | Noruega  | 1997-1999  |
| FK Bodø/Glimt   | Noruega  | 1999-2001  |
| Hertha Berlín   | Alemania | 2002       |
| Rosenborg BK    | Noruega  | 2002-2003  |
| FK Bodø/Glimt   | Noruega  | 2003-2005  |
| SK Brann        | Noruega  | 2005-2007  |
| Strømsgodset IF | Noruega  | 2007       |
| SK Brann        | Noruega  | 2008       |
| FK Bodø/Glimt   | Noruega  | 2009-2011  |
| Alta IF         | Noruega  | 2011- 2012 |